# Ogoniastek

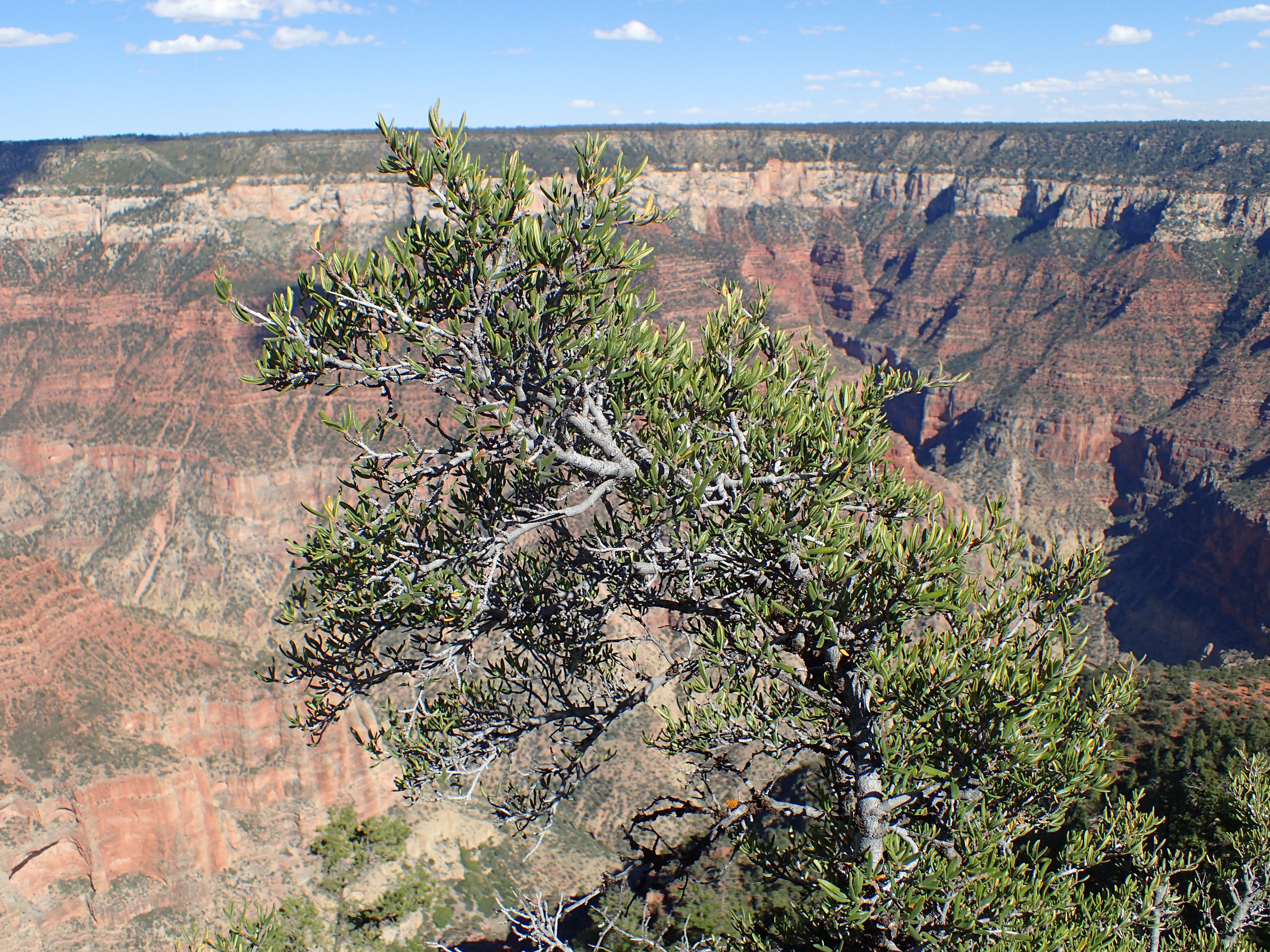
Cercocarpus ledifolius nad kanionem Kolorado

Ogoniastek (Cercocarpus Kunth) – rodzaj roślin należący do rodziny różowatych. Obejmuje 8 lub (według The Plants of the World) 12 gatunków. Rośliny te występują w zachodniej i południowo-zachodniej Ameryce Północnej, na południe od stanów: Waszyngton, Montana i Dakota Południowa, sięgając po południowy Meksyk (stan Oaxaca). Rośliny te rosną zwykle na suchych siedliskach, najczęściej na obszarach górskich. Zasiedlanie ubogich siedlisk ułatwia im obecność na korzeniach brodawek korzeniowych, w których żyją promieniowce, mające zdolność asymilowania wolnego (atmosferycznego) azotu.
Niektóre gatunki uprawiane są jako rośliny ozdobne, przy czym ich walory dekoracyjne opisywane są jako niewielkie – poza okresem owocowania. Ponieważ to rośliny wrażliwe na mrozy, w warunkach Europy Środkowej uprawiane są tylko w zimnych szklarniach (nie owocują). C. ledifolius wykorzystywany jest jako roślina lecznicza. Z twardego drewna tych roślin wykonuje się drobne elementy drewniane takie jak rączki i uchwyty.
Naukowa nazwa rodzajowa pochodzi od greckich słów kerkos znaczącego „ogon” i karpos oznaczającego „owoc”. Polską nazwę zwyczajową zaproponował Włodzimierz Seneta.

## Morfologia

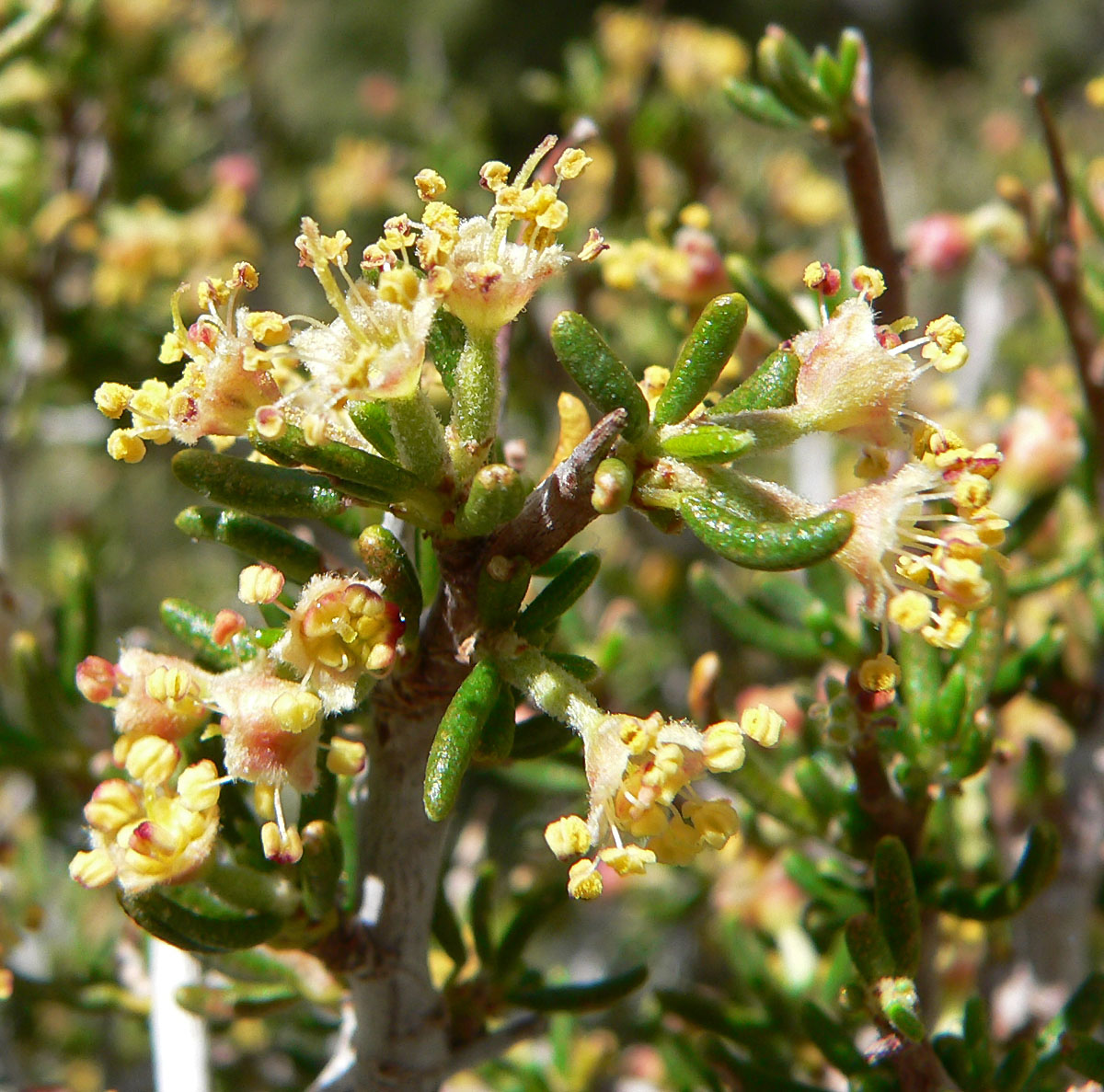
Cercocarpus intricatus

PokrójZimozielone (z wyjątkiem C. montanus) krzewy i niskie drzewa osiągające zwykle od 1 do 8,5 m wysokości, rzadko nawet ponad 30 m, z pędami zróżnicowanymi na długopędy i krótkopędy, przy czym te pierwsze są proste i giętkie, a drugie bywają rozgałęzione lub nie, bardzo krótkie lub długie, te same pędy mogą mieć odcinki o budowie długopędu i odcinki o skróconym wzroście.
LiścieSkrętoległe, przylistki wolne, u nasady ogonków liściowych, odpadające, lancetowate do jajowatych, całobrzegie. Liście ogonkowe, pojedyncze, skórzaste, całobrzegie lub wcinane na brzegu, o blaszce równowąskiej do szerokojajowatej lub zaokrąglonej, o długości zwykle od 0,5 do 5 cm, nagie lub w różnym stopniu owłosione.
KwiatyPojedyncze lub w pęczkach (zwykle do 3, rzadko do 18 kwiatów w pęczku) rozwijają się w kątach liści i są obupłciowe. Kwiaty osiągają średnicę od 6 do 15 mm. Hypancjum wąsko rurkowate w dolnej części (przypomina szypułkę), w górze rozszerzające się. Działki kielicha w liczbie 5, wyprostowane lub odgięte, wąsko lub szeroko trójkątne. Płatków korony brak. Pręcików jest od 10 do ok. 60. Zalążnia dolna, tworzona jest przez jeden, rzadziej dwa owocolistki, zwieńczona długą, owłosioną szyjką z równowąskim, bocznym znamieniem.
OwoceNiełupki rozwijające się pojedynczo w kwiecie i luźno zamknięte w trwałym hypancjum, zwieńczone długim, skręcającym się i piórkowatym wyrostkiem (stylodium) osiągającym do 8 cm długości i przypominającym włochaty ogon, który zainspirował autorów nazwy rodzaju.

## Systematyka
Rodzaj klasyfikowany jest w obrębie rodziny różowatych Rosaceae do podrodziny Dryadoideae Juel.
Wykaz gatunków
- Cercocarpus betuloides Nutt. – ogoniastek brzozowaty
- Cercocarpus breviflorus A.Gray
- Cercocarpus douglasii Rydb.
- Cercocarpus fothergilloide s Kunth
- Cercocarpus intricatus S.Watson
- Cercocarpus ledifolius Nutt. – ogoniastek bagnolistny
- Cercocarpus mexicanus Henrard
- Cercocarpus mojadensis C.K.Schneid.
- Cercocarpus montanus Raf. – ogoniastek górski
- Cercocarpus pringlei (C.K.Schneid.) Rydb.
- Cercocarpus rotundifolius Rydb.
- Cercocarpus rzedowskii Henrard